# كيندو (جمهورية الكونغو الديمقراطية)
كيندو هي مدينة تقع في جمهورية الكونغو الديمقراطية وهي عاصمة مقاطعة مانيما.يبلغ عدد سكانها حوالي 200 ألف نسمة وتبعد حوالي 400 كم غرب مدينة بوكافو.